# مشروع أريزونا
المشروع الأول من نوعه على نطاق واسع في الصحافة التعاونية، التي أثارها غالبًا مقتل المراسل الجمهوري لأريزونا دون بولز، وبدعم من منظمة غير ربحية باسم المراسلون التحقيقيون والمحررون (أ.ر.ي)، وفي يونيو 1976،  توفي بولز في المستشفى بعد أن أُصيب بجروح ناجمة عن تفجير سيارة مفخخة مستهدفة في فينيكس. لدى بولز تاريخ تحقيقي غني فيما يتعلق بالجريمة المنظمة في ولاية اريزونا، ولندرة جريمة كهذه، أشار إلى الصحفيين العاملين أن هذا الهجوم كان ردًا مباشرًا على تحقيقاته. في أعقاب وفاة بولز، أخذت منظمة المراسلين والمحررين الاستقصائيين مشروع أريزونا وسيلةً لمواصلة وتكريم أعمال بولز الاستقصائية داخل أريزونا على نطاق أوسع.
ومع إشراف رئيس تحرير نيوزداي آنذاك  (روبرت و. غرين) على المشروع، توافد أكثر من 40 مراسلًا إلى ولاية أريزونا -يعملون بصفة مستقلة، وقد أتوا من 23 وكالة أنباء مختلفة- في محاولة للتوحد معًا وفضح الفساد في الدولة السياسية والتجارية والجريمة المنظمة،  وتهدف أبحاثهم إلى الكشف عن هذه الصلات العميقة وتصويرها في سلسلة من المقالات الصحفية، التي ستنشر فيما بعد على الصعيد الوطني، فضلًا عن كونها رسالة تعكس تضامن الصحفيين وعواقب قتل مراسل صحفي.
وقد وُزعت النتائج في العديد من المنشورات، ولكن بسبب خلافات مختلفة أحاطت بالمشروع، تجنبت بعض الصحف -مثل: نيويورك تايمز، وواشنطن بوست- هذه السلسلة.
وصف روبرت غرين النتائج لأحد مراسلي سي بي إس، وذكر أنها تكشف «أن أريزونا تواجه مشكلة هائلة في الجريمة المنظمة»، وقد كشفت سلسلة من 23 جزءًا عن أسماء وقصص تتعلق بالفساد والاحتيال على الأراضي والجريمة المنظمة في الولاية.

## خلفية
دون بولز
ترعر دونالد فيفيلد تينيتك، نيو جيرسي، وتخرج من مدرسة تينيك الثانوية في عام 1946، وبعد ذلك أكمل درجة علمية في الحكومة في كلية بيلويت. بعد فترة في جيش الولايات المتحدة في الحرب الكورية، وجد بولز وظيفة في وكالة أسوشيتد برس، وبحلول عام 1962 تعين من قبل صحيفة أريزونا الجمهورية.
في سن السابعة والأربعين، كان بولز قد اقتطع مهنة كشف الممارسات الفاسدة داخل المجال السياسي، فضلًا عن فضح الجريمة المنظمة في ولاية أريزونا. في السنوات الأربع عشرة التي عمل فيها في جمهورية أريزونا، «كان قد كشف عن أموال سياسية سرية تسيطر عليها دورية الولاية، ورشوة مفوضي الضرائب في الولاية، والاحتيال على الأراضي، ونفوذ المافيا في شركة إمبريس الوطنية الرياضية، إن أعمال التحقيق التي قامت بها بولز تشكل حافزًا لقيام الهيئة التشريعية في ولاية أريزونا -بقيادة شركة إمبريس- بتجريد عدد من الاستثمارات في عدد من سباقات الكلاب والحصان في 1976، جنبًا إلى جنب مع مراسل آخر. وقد أطلق بولز أسماء أفراد الجريمة المنظمة (200 تقريبًا)، وعلاقة كل منهم بالشركات الشرعية في أريزونا. ترشيح بولز لجائزة بوليتزر، فضلًا عن السمعة الراسخة في المجال الصحفي في جميع أنحاء أمريكا، متضمنةً جائزة فخرية باسمه في كليته السابقة.
أوقف بوليس تحقيقاته لأسباب مختلفة، قبل نحو عشرة أشهر من تلقيه مكالمة هاتفية في 27 مايو من رجل يدعي أن لديه أدلة على مخططات احتيال على الأراضي، تورطت فيها شركة إمبريس المذكورة أعلاه، وشخصيات تجارية وسياسية معروفة. وبعد أن تحدث بولز لفترة قصيرة، وافق على مقابلة الرجل جون ادامسون في الساعة 11:25 صباح يوم 2 يونيو في مدخل بهو فندق كلاريندون هاوس في فينيكس. لم يحضر أدامسون، وبدلاً من ذلك اتصل ببولز لإبلاغه بإلغاء اجتماعهم. عُرف بولز بأنه رجل حذر في أيام التحقيق، إذ اعتاد وضع قطعة من الشريط اللاصق فوق الغطاء الأمامي لسيارته حتى يعرف؛ هل عبث شخص ما بمحركها؟.